# 西貢政府合署

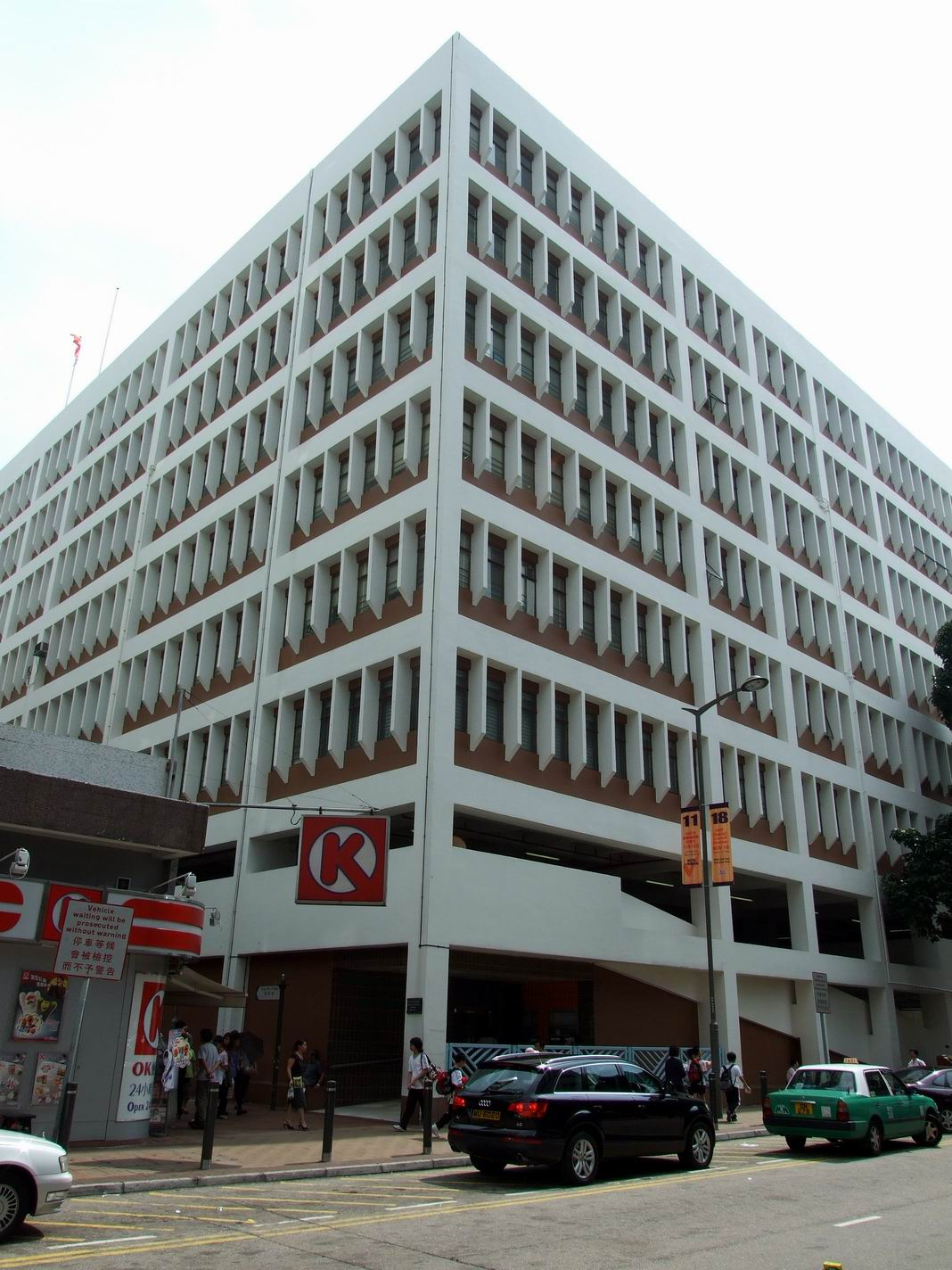
西貢政府合署

西貢政府合署（英語：Sai Kung Government Offices）是香港一座政府合署，位於香港新界西貢區西貢市親民街34號，於1984年11月落成，樓高7層，因西貢市中心屬低密度住宅區，大樓的高度已可遠眺西貢海旁的景色。
大樓內計有西貢民政事務處、西貢區議會秘書處、食物環境衞生署的西貢區環境衛生辦事處、地政總署的西貢地政處、西貢公共圖書館、香港電台及西貢郵政局等政府部門辦事處。
隨著位於將軍澳的西貢將軍澳政府綜合大樓啟用，西貢民政事務處、西貢區議會秘書處、食物環境衞生署及康樂及文化事務署已遷出西貢政府合署。

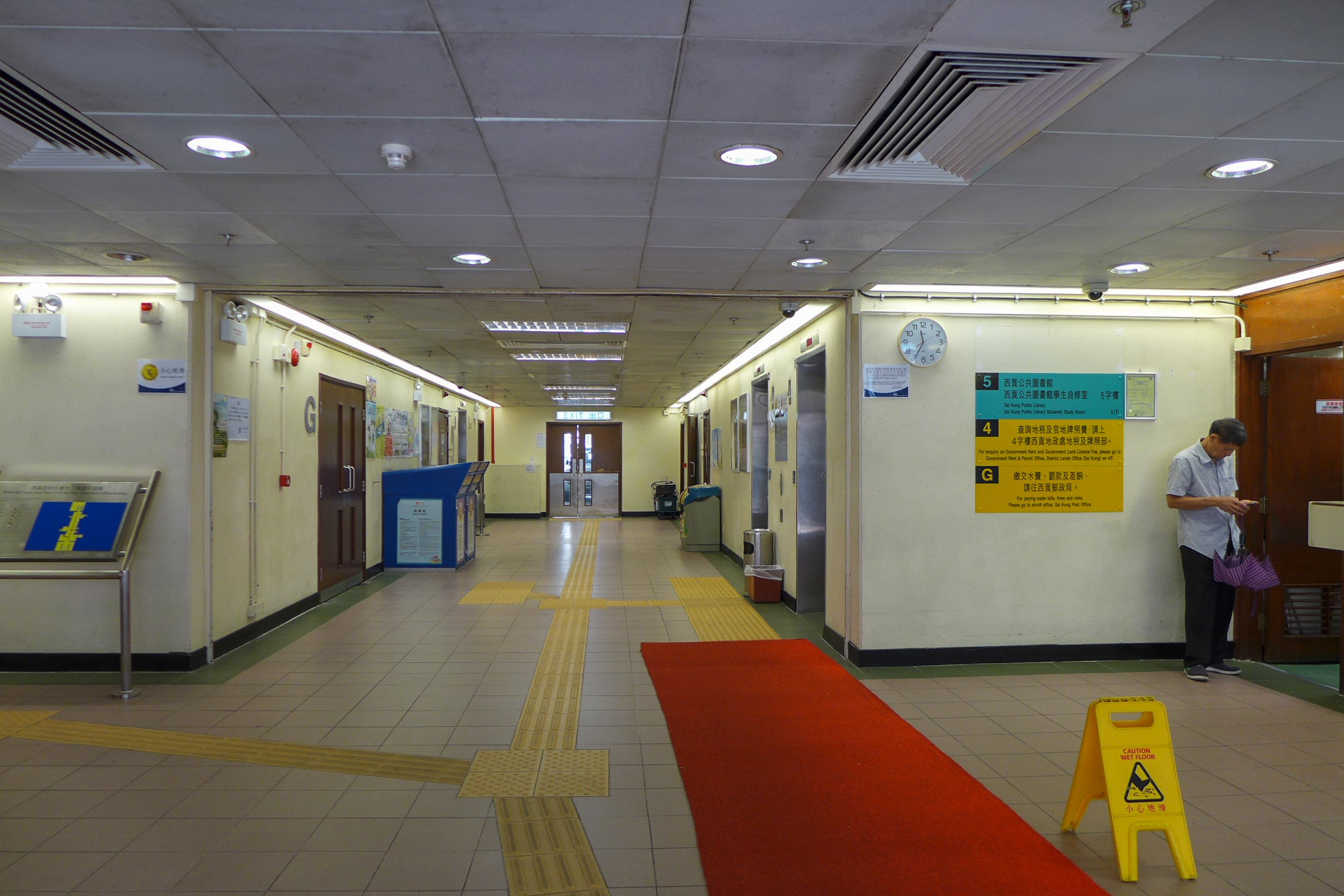
地下大堂
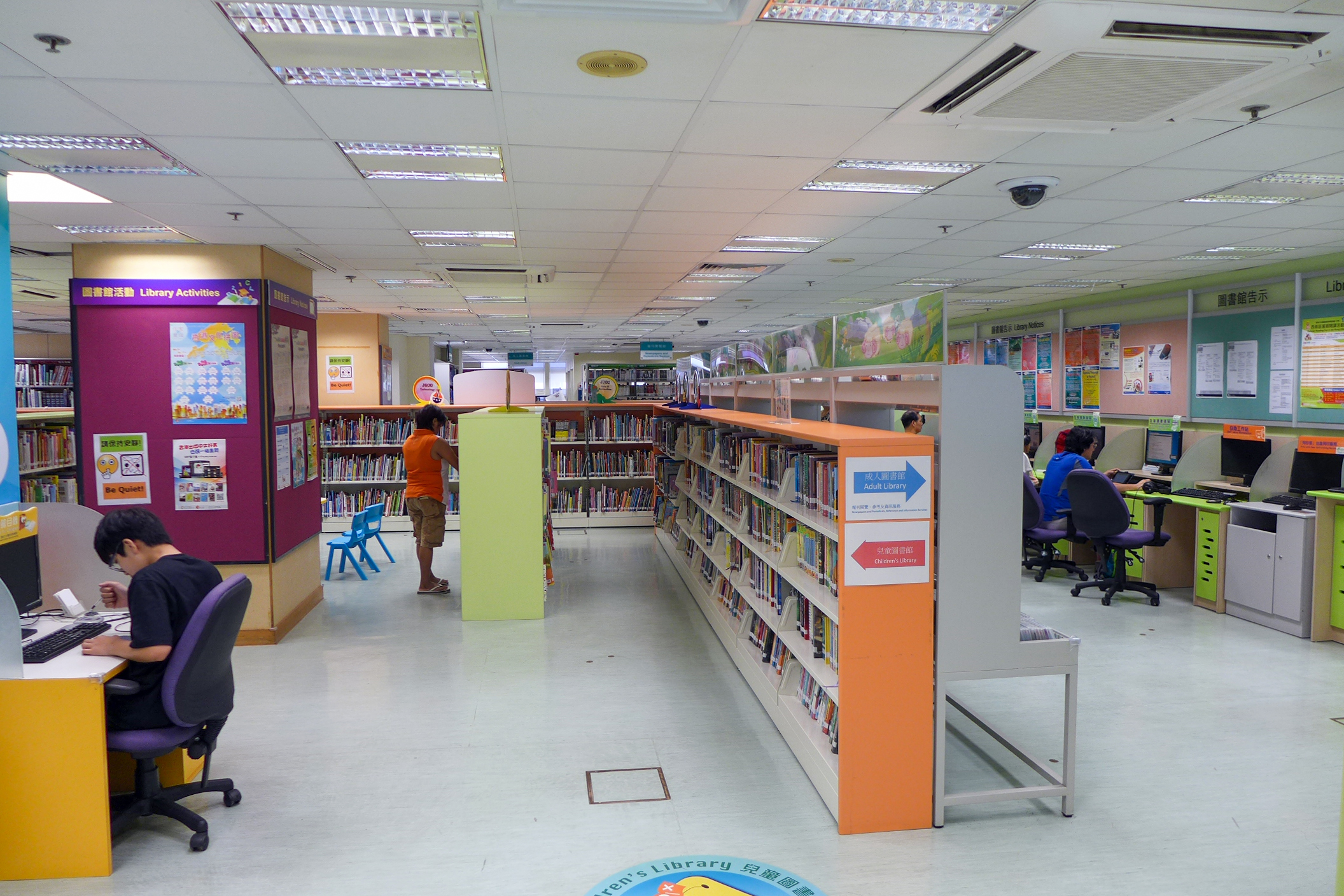
5樓西貢公共圖書館

## 雷擊
2006年7月8日西貢地區發生狂風雷暴，政府合署天台其中一個外牆牆角石屎被雷轟落，幸因天雨關係途人均撐傘擋雨，未被碎石擊中。